# Emirát Transjordánsko
Emirát Transjordánsko (arabsky إمارة شرق الأردن, ʾImārat Sharq al-ʾUrdun; anglicky Emirate of Transjordan) nebo Emirát Zajordánsko byl britský protektorát (na území současného Jordánska) v letech 1921 až 1946, který byl součástí Britského mandátu Palestina.
Jelikož šlo o území ovládané Brity, používá se někdy také pojem britské Zajordánsko.

## Historie
Po první světové válce byla oblast Palestiny a přilehlá oblast východně od řeky Jordán svěřena Společností národů jako mandátní území Velké Británie na Pařížské mírové konferenci z roku 1919.

### Hranice
Východní hranice Britského mandátu Palestina stejně jako hranice území Transjordánska byly stanoveny až poté, co vstoupil v platnost mandát. Hranice na východě země byly navrženy tak, aby pomohly při budování britského ropovodu z mandátu v Iráku prostřednictvím Zajordánska do námořních přístavů v mandátu Palestina.

### Rozdělení mandátu na Transjordánsko a zbytkovou Palestinu

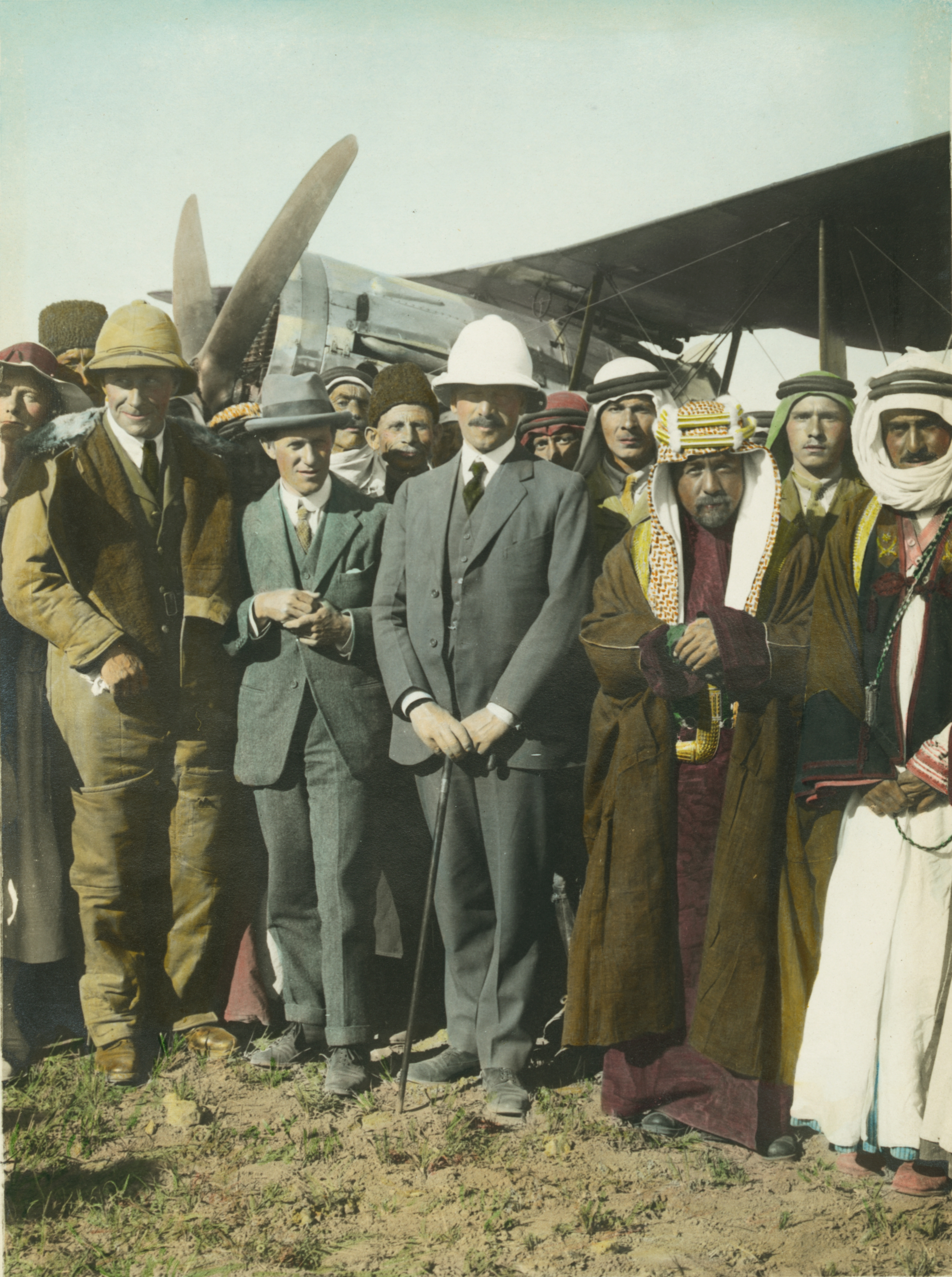
Emír Abdalláh s Lawrencem z Arábie v Ammánu 1921

Na konferenci v San Remu (duben 1920) bylo dohodnuto, že se území mezi řekou Jordán a Středozemním mořem, včetně Jeruzaléma stane součástí židovské národní domoviny. Ani Britům ani Židům se však nepodařilo dosáhnout přesně takového uspořádání pro Palestinu, jaké by chtěli. Weizman a jeho sionističtí kolegové požadovali od Nejvyšší rady Palestinu vymezenou na severu svahy libanonského pásu, horním tokem Jordánu a hřebenem Hermonu; na východě transjordánsko-mezopotámskou pouští a na jihu Akabským zálivem. Britové by s tímto rozsahem svého mandátu samozřejmě souhlasili, zvláště za situace, kdy generální štáb se snažil zabezpečit ochranu železničních tratí od Středozemního moře na severovýchodě Palestiny, a Balfour podporoval židovské snahy o získání kontroly nad vodními zdroji horního Jordánu a břehů Litani. Takovou úpravu Sykesovy–Picotovy dohody však Francouzi nebyli ochotni akceptovat. Toto rozhodnutí bylo potvrzeno v roce 1922 Společností národů, přijato Kongresem Spojených států amerických a stvrzeno podepsáním mezinárodního Britského memoranda o Palestině (tzv. Bílé knihy) z roku 1925.
Návštěva ministra pro kolonie Winstona Churchilla na jaře 1921 v Palestině přinesla plán oddělení Transjordánska od zbytku Palestiny. Churchillova Bílá kniha z roku 1922 pak i formálně rozdělila Palestinu na dvě administrativní oblasti, omezovala židovskou národní domovinu pouze na území západně od řeky Jordán, vyhnula se formulaci o vytvoření predominantně židovského státu a omezila přistěhovalectví na „ekonomickou kapacitu země“. Tyto formulace byly pro Židy šokující a těm z nich, kteří upínali své naděje na spolupráci s Brity, přivodily kruté vystřízlivění. Židé ze strachu, aby neztratili britskou podporu, Bílou knihu neochotně akceptovali, Arabové ji bez dalšího odmítli.

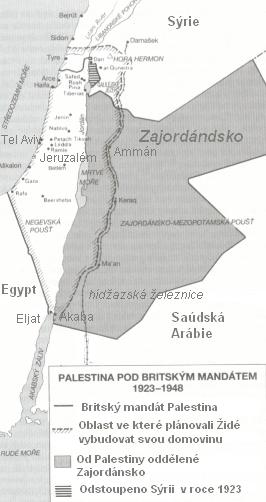
Britský mandát Palestina po rozdělení na Palestinu a Transjordánsko

Nově vytvořené mandátní území, jehož hlavním cílem měla být nápomoc provedení Balfourovy deklarace z 2. listopadu 1917, která měla zaručit „zřízení národní domoviny pro židovský národ“, tak bylo záhy rozděleno podél řeky Jordán na 2 oblasti. První bylo tzv. Předjordánsko (Palestina), což byla ta území mezi řekou Jordán a Středozemním mořem (tj. západně od řeky Jordán), která z původního mandátu zůstala. Druhou oblastí bylo tzv. Zajordánsko či Transjordánsko, což byla všechna území původního mandátu východně od řeky Jordán. Toto rozdělení bylo provedeno především pro přání části Židů a sionistů, kteří nárokovali pro budoucí židovský stát i pruh území na východ od řeky Jordán. Technicky zůstaly obě části původního mandátu, jehož autonomní část tvořilo Zajordánsko, které tak zůstávalo bezesporu součástí palestinského mandátu, i když se obě části vyvíjely každá samostatně. Mandátní právní předpisy byly v Transjordánsku účinné, měna palestinského mandátu zde byla legálním platidlem. Židé v západní Palestině, stejně jako Arabové ve východní a západní Palestině, užívali pasy palestinského Mandátu. Tento stav však trval do roku 1946.
Roku 1921 byla na území Zajordánska ustanovena monarchie pod vládou Hášimovců jako britský protektorát a emirát Zajordánsko, nad nímž svěřily vládu hášimovskému vládci Abdalláhovi, který byl zvolen králem Iráku, ale byl připraven o vládu svým mladším bratrem Fajsalem, který se stal iráckým králem. Byl to právě Abdalláh koho měli Britové dosadit jako krále Iráku (Mezopotámie), jímž byl i zvolen. Abdalláha však vzápětí o trůn připravil jeho bratr Fajsal, který měl vládnout Velké Sýrii, ale tento plán zmařili Francouzi. Britové na odškodněnou svěřili Abdalláhovi vládu nad Jordánskem (což byla na rozdíl od Iráku málo významná země). Abdalláh se ujal vlády pod britským protektorátem jako emír Transjordánska. Abdalláh I. byl jediným emírem v celé existenci emirátu, ale vystřídali se zde dva britští zástupci, a to Alec Kirkbride (do 1923, v roce 1946 jmenován velvyslancem v Jordánsku) a Harry St. John Philby (od 1923). Praktickou autonomii získalo Transjordánsko v roce 1923.
Již jako emír Zajordánska se Abdalláh I. roku 1921 zúčastnil korunovace svého bratra Fajsala I. iráckým králem, sám však korunován nebyl a i na titul krále si musel na rozdíl od něj počkat do skončení britského mandátu. Abdalláh ustanovil v roce 1928 legislativní radu, ta však zůstala poradním orgánem a nechala Abdalláha, aby vládl jako samovládce.
Současně byla v roce 1928 podepsána první anglo-jordánská smlouva. Díky ní se Transjordánsko stalo nominálně nezávislé (na britské správě se téměř nic nezměnilo, vedlo k osamostatňování Zajordánska). Britové si hlavně pevně udrželi kontrolu na veškerými vojenskými, finančními a zahraničními záležitostmi. Nebyly tak uskutečněny jordánské požadavky na plně suverénní a nezávislý stát, to posléze vedlo k rozsáhlému odporu ke smlouvě mezi Jordánci. Na reálnou nezávislost na Británii si Jordánci museli počkat do března 1946, kdy ji získali tzv. londýnskou smlouvou.
Během druhé světové války byl Abdalláh věrným spojencem Britů, dodržoval pravidla mezi Brity jako protektorátní mocností a sebou jako vládcem Transjordánska. Jordánská arabská legie také pomáhala potlačit proněmecké povstání v Iráku v roce 1941.

### Nezávislost Transjordánska
Skutečnou nezávislost získalo území v roce 1946 (potvrzeno v březnu 1946 Brity v londýnské smlouvě), kdy bylo 25. květen 1946 transjordánským parlamentem vyhlášeno Transjordánské hášimovské království. To se ihned zúčastnilo války s nově vzniklým Izraelem v letech 1948–1949. Válkou získalo území za řekou Jordán (tzv. západní břeh Jordánu) a přejmenovalo se na Jordánsko.